# آرگومان پیش‌فرض
در برنامه‌نویسی آرگومان پیش‌فرض آرگومانی است که کاربر مجبور به مقدار دهی آن نیست.
در برخی زبان‌های برنامه‌نویسی مانند ++C این قابلیت وجود دارد.

## مثال
```
int
 
test
(
int
 
m
,
 
int
 
n
=
1
){

    
return
 
m
+
n
 
;

}

```

تابع test دارای دو آرگومان m و n می‌باشد، فراخوانی این تابع به دو صورت زیر امکان‌پذیر است؛
حالت اول:
```
test
(
4
,
 
5
)
 
;

```

در این حالت مقدار هر دو پارامتر مشخص شده‌است، لذا در هنگام اجرای تابع، مقدار فرستاده شده برای پارامتر n در نظر گرفته می‌شود (خروجی تابع ۹ است).
حالت دوم:
```
test
(
4
)
 
;

```

در این حالت تنها مقدار پارامتر m هنگام فراخوانی تابع مشخص شده‌است، لذا تابع در هنگام اجرا برای n از مقدار پیش فرض تعیین شده (در این مثال ۱) استفاده می‌کند (خروجی تابع ۵ است).